# Justicia jitotolana
Justicia jitotolana är en akantusväxtart som beskrevs av T.F. Daniel. Justicia jitotolana ingår i släktet Justicia och familjen akantusväxter. Inga underarter finns listade i Catalogue of Life.